# Хлор-36
Хлор-36 (36 Cl) — ізотоп хлору. Хлор має два стабільних ізотопи та один природний радіоактивний ізотоп, космогенний ізотоп 36Cl. Його період напіврозпаду становить 301300 ± 1500 років. 36Cl розпадається головним чином (98 %) шляхом бета-мінус розпаду до 36Ar, а решта до 36S.
Слідові кількості радіоактивного 36Cl існують у навколишньому середовищі у співвідношенні приблизно (7–10) × 10−13 до 1 зі стабільними ізотопами хлору. Це відповідає концентрації приблизно 1 Бк/(кг Cl).
36Cl утворюється в атмосфері шляхом розщеплення 36Ar під час взаємодії з протонами космічного випромінювання. У верхньому метрі літосфери 36Cl утворюється в основному за рахунок активації 35Cl тепловими нейтронами та сколювання 39K і 40Ca. У підземному середовищі більш важливим стає захоплення мюонів 40Ca. Швидкість утворення становить приблизно 4200 атомів 36Cl/рік/моль 39K і 3000 атомів 36Cl/рік/моль 40Ca внаслідок сколювання в гірських породах на рівні моря.
Період напіврозпаду цього ізотопу робить його придатним для геологічного датування в діапазоні від 60 000 до 1 мільйона років. Його властивості роблять його корисним як проксі-джерело даних для характеристики бомбардування космічними частинками та сонячної активності минулого.
Крім того, велика кількість 36Cl була отримана в результаті опромінення морської води під час атмосферних і підводних випробувань ядерної зброї між 1952 і 1958 роками. Час перебування 36Cl в атмосфері становить близько 2 років. Таким чином, як маркер події 1950-х років води в ґрунті та підземних водах, 36Cl також корисний для датування вод менше 50 років до теперішнього часу. 36Cl знайшов застосування в інших областях геологічних наук, включаючи датування льоду та відкладень. Вимірювання вмісту хлору-36 в перхлорат-іонах дозволяє визначити джерело їх походження.